# Eudule pyristacta
Eudule pyristacta là một loài bướm đêm trong họ Geometridae.